# Ismael Cortinas (político)
Ismael Cortinas Peláez (Arroyo Grande, 17 de junio de 1884 - Montevideo, 2 de abril de 1940) fue un escritor, dramaturgo, periodista y político uruguayo perteneciente al Partido Nacional.

## Biografía

### Familia
Nació en Arroyo Grande, localidad que a partir de 1950 se llama Ismael Cortinas, en su honor. En 1977 esta localidad pasó a formar parte del departamento de Flores. Sus padres fueron Miguel Cortinas y de Laura Ventura Peláez Maciel, y tuvo 4 hermanos, entre los que se contaron el compositor César Cortinas y la activista y escritora Laura Cortinas. Cursó estudios en la Universidad de la República, sin llegar a graduarse. 

### Actividad como autor
Tuvo destacada actuación como periodista y formó parte de la redacción de varios periódicos y diarios de Montevideo, entre ellos La Democracia y El Plata. 
Utilizó el seudónimo IC para publicar artículos en La Revista Nueva de San José de Mayo.
Como dramaturgo inició su carrera con el estreno en su ciudad natal de Los dos altares (1903). Otras de sus obras fueron las comedias El Credo, La Rosa Natural, René Masón, Farsa Cruel y Otro Muerto. 
Escribió junto a Washington Beltrán el libro De la raza con el que ganaron el primer premio en el concurso de cuentos históricos organizado para celebrar el centenario de la batalla de Las Piedras.
Fue presidente de la Sociedad Uruguaya de Autores Teatrales.

### Actividad política
Fue diputado por el Partido Nacional entre 1915 y 1925. Posteriormente fue Senador hasta 1929. En ese año es electo para integrar el Consejo Nacional de Administración, cargo que ocupó hasta 1933. Fueron notorias sus diferencias con el presidente Gabriel Terra, especialmente a partir del golpe de Estado de 1933, en el que tuvo que exiliarse.
En 1950 se denominó una localidad con su nombre en el departamento de Flores.

## Obras
- El credo
- La rosa natural
- René Mason
- Farsa cruel
- Cosas de América
- Fuego sagrado
- Oro muerto
- De la raza (coautoría con Washington Beltrán).